# A Compagna
A Compagna è un'associazione storica e culturale ligure, la più antica del capoluogo regionale fra quelle attive. Fondata nel 1923, ha in passato varcato i confini regionali con una sede a Torino; il nome è stato tratto dall'antica Compagna Communis, nucleo del costituendo comune e futura Repubblica di Genova.

## L'istituzione e le attività
Membro della Consulta Ligure, l'associazione si propone di promuovere e preservare le tradizioni e la storia genovesi e liguri. Il dialogo costante con le istituzioni pubbliche e la promozione di iniziative di carattere culturale hanno fatto dell'associazione uno dei punti di riferimento per la cultura locale. Fra le varie manifestazioni pubbliche risalta particolarmente O Confeugo, alla quale partecipa dal 1923 (e regolarmente ogni anno a partire al 1951) il sindaco di Genova.
Il termine riprende un'antica tradizione della Repubblica di Genova, durante la quale è uso accendere un grande falò sulla piazza prospiciente Palazzo Ducale ed il presidente di turno dell'associazione - in qualità di Abòu, ossia di Abate del Popolo, consegna le lamentele del popolo al sindaco della città che, nella cerminonia, riveste fittiziamente il ruolo dell'antico doge (Duxe). La cerimonia viene oggi svolta a dicembre.

## O bollettin
Il bollettino dell'associazione è la rivista che il sodalizio pubblica per i suoi associati, nel quale vengono riportate le attività istituzionali dell'associazione, le iniziative intraprese e sul quale trovano spazio interventi di eminenti esponenti della cultura locale. Il primo numero fu pubblicato il 1º aprile 1928 con il sottotitolo ufficiale di Rivista Mensile Illustrata e si continuò a produrre fino al 1933, anno in cui la direzione fu sospesa probabilmente a causa dell'avversione agli ideali totalitari e centralisti propugnati dal regime fascista. Dopo più di trent'anni, nel 1969 l'idea fu ripresa e, sotto la direzione di Aidano Schmuckher, cominciò la pubblicazione di un periodico di dimensioni assai contenute (solamente quattro pagine); in seguito, a partire dal 1974 fu deciso che a coordinare il periodico fosse direttamente il Presidente dell'associazione, e la rivista assunse il formato attuale (con un numero di pagine variabili da 16 a 40).
Attualmente il bollettino viene pubblicato trimestralmente, per un totale di quattro numeri l'anno.